# 薄氷
薄氷（うすごおり）は、富山県小矢部市の老舗和菓子店「五郎丸屋」の銘菓で、薄氷のかけらを真似て作られた干菓子である。富山産の糯米でつくった薄い煎餅種に、卵白と和三盆でつくった糖蜜を塗り、矩形や梯形などの不定形に切ったのちに熱処理して仕上げられる。富山の三大銘菓の1つに挙げられる。

## 概要
1752年（宝暦2年）、五郎丸屋の渡辺八左衛門が庭のネコヤナギに気を取られて水たまりの薄氷を踏み抜いた際、その氷の形に魅せられてこの菓子を創案したという。
江戸時代は前田家から徳川家への献上菓子であった。風雅さが茶人にも好まれ、茶の席での干菓子としても用いられている。
なお、名古屋市の亀末廣でも「うすらひ」という、薄氷をかたどった菓子が作られている。こちらは漉し餡を挟んだ生菓子で、冬の菓子として12月から2月の間に販売されている。

## 石動駅での販売
ヨンサントオ(1968年10月1日時点)では北陸本線石動駅において300円で販売されていた。